# Convention de Londres (1914)
La Convention de Londres du 4 septembre 1914 est un accord par lequel les Alliés de la Première Guerre mondiale s'engagent à ne pas conclure une paix séparée.

## Contenu
« Les soussignés, dûment autorisés par leurs gouvernements respectifs, font la déclaration suivante :
Les gouvernements de Grande-Bretagne, de France et de Russie s'engagent mutuellement à ne pas conclure de paix séparée au cours de la présente guerre.

Les trois gouvernements conviennent que, lorsqu'il y aura lieu de discuter les termes de la paix, aucune des puissances alliées ne pourra poser de conditions de paix sans accord préalable avec chacun des autres alliés.

Ont signé, :
- Edward Grey, ministre des affaires étrangères.
- Paul Cambon, ambassadeur de France.
- Comte Benkendôrff, ambassadeur de Russie. »